# روژه بوربنه
روژه بوربنه (فرانسوی: Roger Bourbonnais‎؛ زادهٔ ۲۶ اکتبر ۱۹۴۲) بازیکن هاکی روی یخ اهل کانادا است.